# 君の背中にはいつも愛がある
「君の背中にはいつも愛がある」（きみのせなかにはいつもあいがある）は、MISIAの配信限定シングル。アリオラジャパンから2020年9月16日にリリースされた。

## 曲の詳細
1. 君の背中にはいつも愛がある [3:48]
作詞：MISIA/キヨシ、作曲：小幡康裕

## タイアップ
- JRA 馬術競技応援 CMソング